# Euxoa neomexicana
Euxoa neomexicana är en fjärilsart som beskrevs av Smith 1890. Euxoa neomexicana ingår i släktet Euxoa och familjen nattflyn. Inga underarter finns listade i Catalogue of Life.